# 马唐黑粉菌
马唐黑粉菌（学名：Ustilago syntherismae）是属于黑粉菌目黑粉菌科黑粉菌属的一种真菌，寄生在马唐属植物上。该种分布于中国、日本、印度、哈萨克斯坦、乌兹别克斯坦、阿塞拜疆、巴基斯坦、丹麦、俄罗斯、乌克兰、波兰、德国、瑞士、意大利、罗马尼亚、塞拉利昂、肯尼亚、乌干达、刚果、澳大利亚、加拿大、美国、墨西哥、哥伦比亚、阿根廷、巴西、乌拉圭等地。